# David Lebón

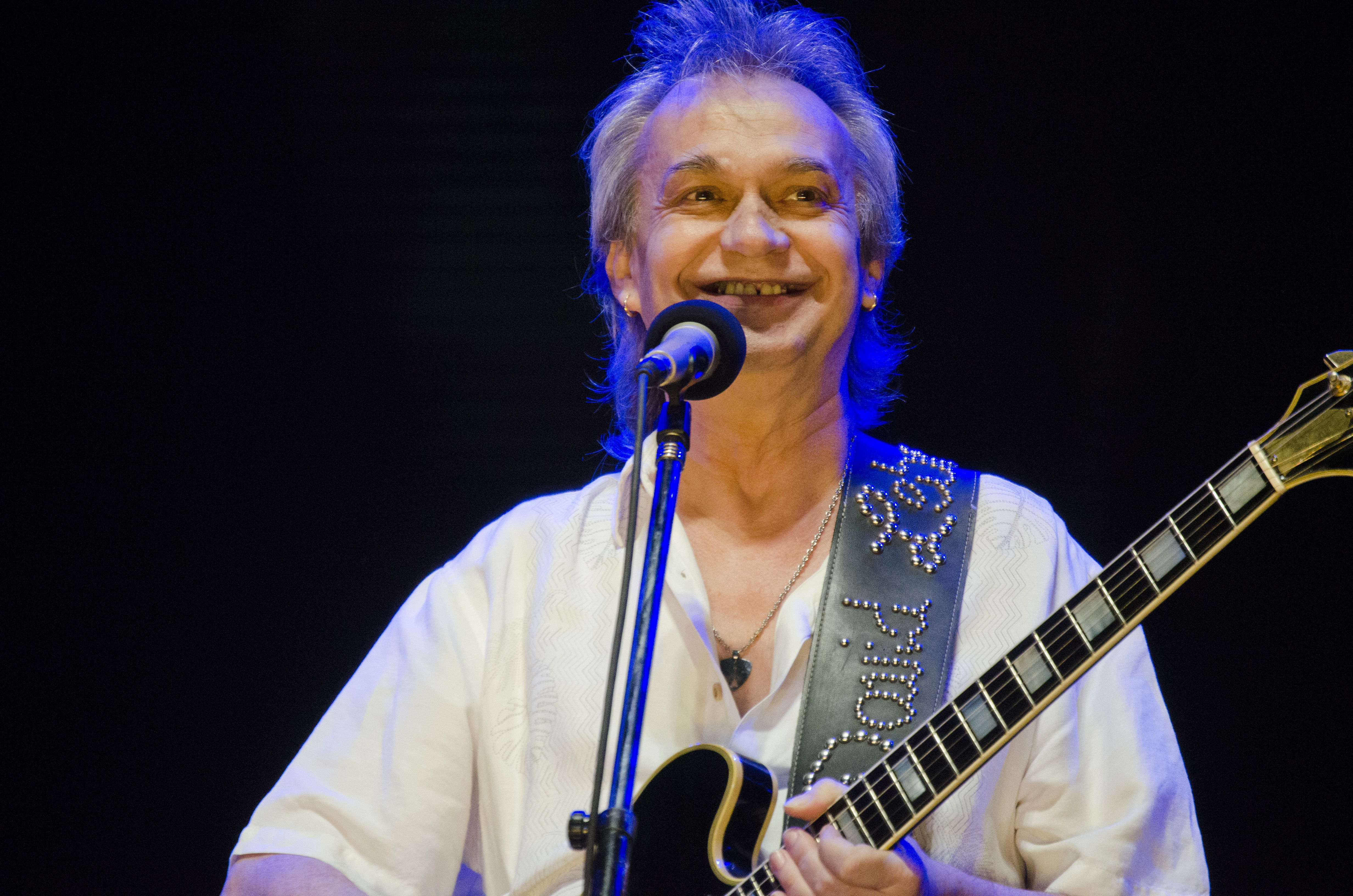
David Lebón im Jahr 2013

Oscar David Lebón (* 5. Oktober 1952 in Buenos Aires) ist ein argentinischer Rockmusiker.
Lebón kam im Alter von acht Jahren zur Behandlung einer Asthmaerkrankung in die USA und erlebte dort den Beginn der "Beatlemania". Er spielte Gitarre bei den The Alley Cats und Schlagzeug bei den The Lords of London, bevor er Ende der 1960er Jahre nach Buenos Aires zurückkehrte. Hier wurde er Fan von Billy Bonds La Manzana, einer der wenigen Rockgruppen, die zu der Zeit in der Stadt existierten.
1970 wurde er Bassist von Norberto "Pappo" Napolitanos Band Pappo's Blues, mit der er 1971 ein erfolgreiches Album aufnahm. Er wirkte zugleich als Gitarrist unter dem Pseudonym Davies an einem Album der Gruppe La Pesada del Rock and Roll mit, trat als Begleiter des Sängers Carlos Blisso auf und reiste mit Pappo nach Spanien, wo beide mit Ciro Fogliatta auftraten.
Im selben Jahr 1971 wurde Lebón Schlagzeuger in Edelmiro Molinaris Color Humano, mit der er ein Album beim Label Microfon einspielte. 1972 wurde er Bassist in Luis Alberto Spinettas Gruppe Pescado Rabioso, mit der er das Album Desatormentándonos und 1973 ein Doppelalbum einspielte. Im selben Jahr veröffentlichte er sein erstes Soloalbum David Lebón. Daneben spielte er Gitarre in der Gruppe Sui Generis und Keyboards bei Espíritu.
1974 gründete Lebón die eigene Gruppe Lila und wirkte an der Aufnahme von La Biblia der Gruppe Vox Dei mit. Zudem arbeitete er auch wieder mit Pappo's Blues und La Pesada zusammen. 1975 gründete er mit dem Schlagzeuger Juan Rodríguez und dem Bassisten Rinaldo Rafanelli die Rockgruppe Polifemo, deren gleichnamiges Album im Folgejahr erschien. Weiterhin bildete er mit Rodríguez und Gastmusikern wie Pino Marrone und Aníbal Kerpel die Gruppe Seleste.
1978 schloss sich Lebón Charly Garcías Gruppe Serú Girán an, der er bis 1982 angehörte. Daneben entstand 1980 sein zweites Soloalbum Nayla mit Pedro Aznar, Oscar Moro, Rinaldo Rafanelli und Diego Rapoport. Nach mehreren Soloalben in den 1980er Jahren nahm der Sänger und Multiinstrumentalist 1992 ein Studioalbum und zwei Live-Alben mit Serú Girán auf.
Nach einer zweijährigen Pause trat Lebón 1995 in einem Programm zu Ehren Carlos Gardels auf. 1999 gab er am Teatro Coliseo ein Konzert mit den wichtigsten Titeln seiner Laufbahn, das unter dem Titel En vivo en el Teatro Coliseo als Album erschien. Nach dem Soloalbum Yo lo soñé (2002) erschien nach siebenjähriger Pause 2009 Lebons neues Album DejaVú.

## Diskographie
- 1973: David Lebón
- 1980: Nayla
- 1982: El tiempo es veloz
- 1983: Siempre Estaré
- 1984: Desnuque
- 1985: Y si de Algo Sirve
- 1986: 7 × 7
- 1999: En vivo en el Teatro Coliseo
- 2002: Yo lo soñé
- 2009: DejaVú